# Еллен Фідлер
Еллен Фідлер (нім. Ellen Fiedler; дошлюбне прізвище — Нойманн (нім. Neumann); нар. 26 листопада 1958) — німецька легкоатлетка, яка спеціалізувалася на бар'єрному бігу та спринті.
На міжнародних змаганнях представляла НДР.

## Спортивні досягнення
Бронзова призерка олімпійських змагань з бігу на 400 метрів з бар'єрами (1988).
Чемпіонка світу з естафетного бігу 4×400 метрів (1983, виступала в попередньому забігу). Срібна (1980) та бронзова (1983) призерка чемпіонатів світу з бігу на 400 метрів з бар'єрами.
Переможниця Кубка світу з бігу на 400 метрів з бар'єрами (1981).
Фіналістка (6-е місце) змагань з бігу на 400 метрів на чемпіонаті Європи (1986).
Переможниця Кубків Європи з бігу на 400 метрів з бар'єрами (1981, 1983).
Чемпіонка НДР з бігу на 400 метрів з бар'єрами (1981, 1982, 1983) та естафетного бігу 4×400 метрів (1978).

## Визнання
- Бронзовий орден «За заслуги перед Вітчизною» (1988)